# Задлер, Карл Карлович
Карл Карлович Задлер (нем. Karl Georg Gottfried Sadler; 3 марта 1801, Гаага — 30 октября (11 ноября) 1877, Санкт-Петербург) — российский врач-акушер и историк-дилетант, был главным врачом придворного Конюшенного госпиталя.

## Медицинская деятельность

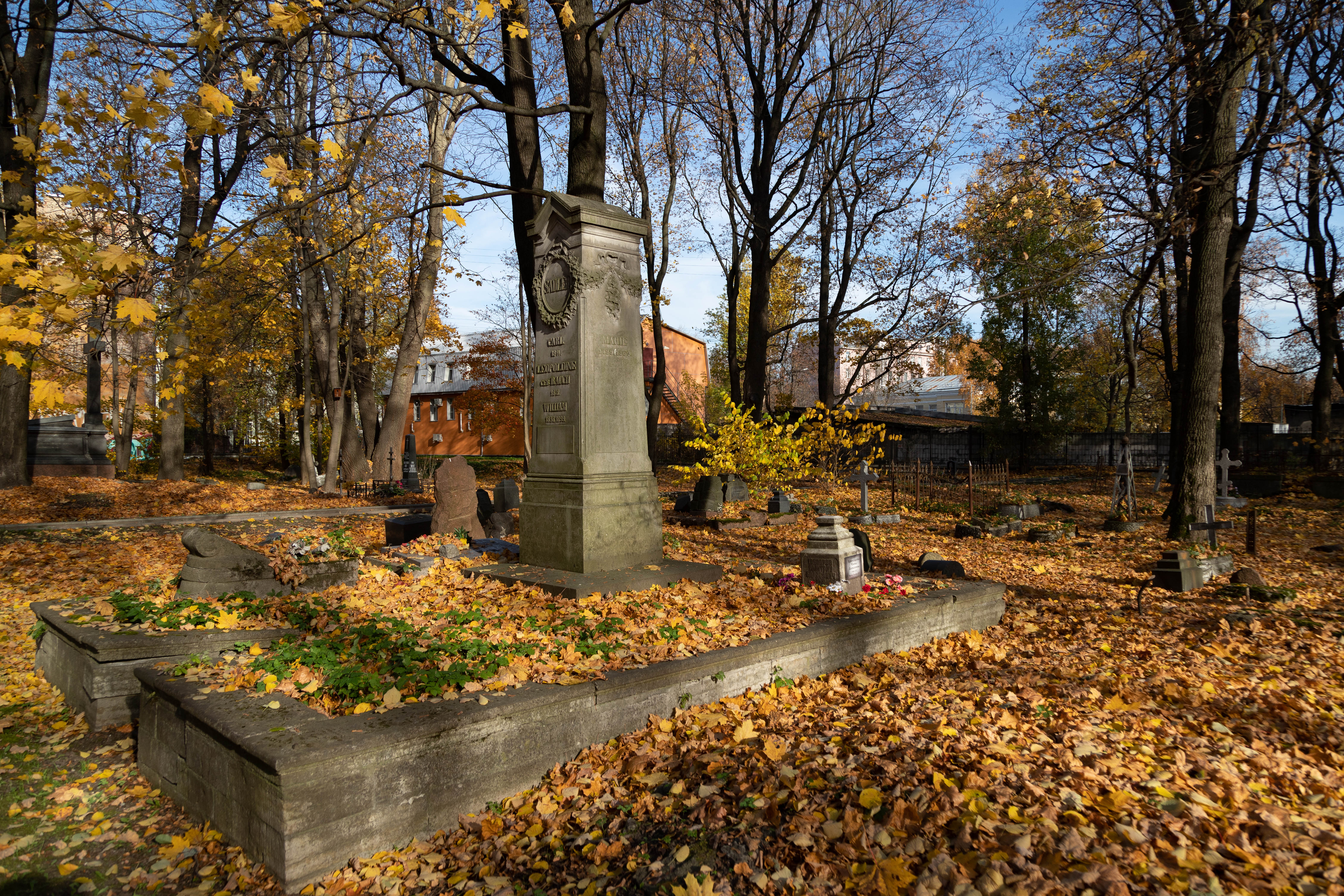
Могила врача.

Занимал должность главного врача придворного Конюшенного госпиталя. Опубликовал ряд статей по акушерскому делу, а также известную рецензию на книгу Н. И. Пирогова «Анналы», по поводу которой сам Пирогов писал:

Описав в подробности все мои промахи и ошибки, сделанные при постели больных, я не щадил себя и, конечно, не предполагал, что найдутся охотники воспользоваться моим положением и в критическом разборе выставить снова на вид выставленные уже мною грехи мои. Охотники, однакоже, нашлись. Мой хороший петербургский приятель, д-р Задлер, написал огромную критическую статью в одном немецком журнале. В этой большой статье нашлось для меня одно полезное замечание, — это русская пословица, приведенная Задлером в конце его критики: «Терпи, казак, атаманом будешь».

Был одним из первых врачей, приглашённых к А. С. Пушкину после смертельного ранения на дуэли, до этого оказал медицинскую помощь также раненному на дуэли Дантесу.

## Исторические сочинения
Не в меньшей степени, чем медик, Задлер известен двумя книгами по истории. В 1861 году он выпустил брошюру «Опыт исторического оправдания Петра I против обвинений некоторых современных писателей», в которой полемизировал, защищая Петра, со статьёй А. Э. Циммермана «Фрейлина Гамильтон» («Северная Пчела», 1860 г.) и высказываниями Михаила Погодина, резко осуждавшего отношения Петра к царевичу Алексею. Как отмечает автор статьи о Задлере в Русском биографическом словаре, «слабое по языку и содержанию, основанное всецело на авторитете Семевского, сочинение иностранца Задлера тем не менее обратило на себя внимание и подверглось обсуждению в печати в силу того интереса, который возбуждала избранная тема». В 1872 году Задлер напечатал в Петербурге по-немецки книгу «Пётр Великий как человек и правитель» (нем. Peter der Grosse als Mensch und Regent), содержащую, помимо прочего, свод сведений о состоянии здоровья и заболеваниях императора. Кроме того, Задлеру принадлежит историческая быль в 2-х отделениях и 3-х действиях «Фельдмаршал Суворов и камердинер его Прошка».

## Потомки
- Егор Карлович (Георг Фридрих) Задлер (1833—1904) — предприниматель, совладелец фирмы «Арман и Задлер», построившей Тамбово-Козловскую железную дорогу, занимавшейся угледобычей в Голубовке (Екатеринославская губерния), а в 1872 году ставший одним из учредителей петербургской фабрики Наумана по производству кровельного толя (нынешний санкт-петербургский завод «Картонтоль»);
  - его сын Николай Егорович Задлер (1868—1924), в начале XX века фабрику возглавлял фабрику Наумана.
- Василий Карлович (Вильгельм Филипп) Задлер (1836—1899) — врач, окончил Дерптский университет, служил в Киеве и Бахмуте, затем работал в Перми, Чернигове, Воронеже;
  - его сын Николай Васильевич Задлер (1884—1922) был военным моряком, капитаном второго ранга, последним командиром эскадренного миноносца «Цериго», выведенного армией Врангеля из Севастополя в Стамбул.
- Логин Карлович (Людвиг) Задлер (1842—1885) — пианист.
- Полина Карловна (Паулина Анна Сусанна) Задлер (ум. 1915) — одна из основательниц в Санкт-Петербурге Фрёбелевского общества, занимавшегося развитием дошкольного образования и воспитания; жена крупного врача-педиатра Карла Раухфуса.
- Евгения Карловна Задлер (в замужестве Тиблен) — переводчица, член Женской издательской артели.